# Vilanova de Sau
Vilanova de Sau es un municipio de la comarca de Osona, en la provincia de Barcelona, Cataluña, España. Limita con la comarca de La Selva. El pantano de Sau y el macizo de les Guilleries ocupan parte de su término. 

## Demografía
Vilanova de Sau cuenta con una población de 317 habitantes (INE 2024).
| Gráfica de evolución demográfica de Vilanova de Sau entre 1842 y 2021 |
| |
| Población de derecho según los censos de población del INE. Población de hecho según los censos de población del INE.En este censo se denominaba Vilanova de Sau, Castañadell y Vancells: 1842. |

| 1900 | 1930 | 1950 | 1970 | 1981 | 1986 | 2006 |
| ---- | ---- | ---- | ---- | ---- | ---- | ---- |
| 727  | 825  | 980  | 634  | 414  | 370  | 323  |

## Administración
| Periodo   | Nombre              | Partido                            |
| --------- | ------------------- | ---------------------------------- |
| 1979-1983 | Angel Font Parramon |                                    |
| 1983-1987 | ?                   | ?                                  |
| 1987-1991 | ?                   | ?                                  |
| 1991-1995 | ?                   | ?                                  |
| 1995-1999 | ?                   | ?                                  |
| 1999-2003 | ?                   | ?                                  |
| 2003-2007 | Joan Riera Comellas | PSC                                |
| 2007-2011 | Joan Riera Comellas | PSC                                |
| 2011-2015 | Joan Riera Comellas | PSC                                |
| 2015-2019 | Joan Riera Comellas | [Independents per Vilanova de Sau] |

## pantano de sau
- Iglesia de Santa María de Vallclara